# Coca-Cola
Coca-Cola é um refrigerante carbonatado vendido em lojas, restaurantes, mercados e máquinas de venda automática em todo o mundo. Ele é produzido pela The Coca-Cola Company, sediada em Atlanta, Estados Unidos, e é muitas vezes referido apenas como Coca-Cola (a marca registrada da empresa Coca-Cola nos Estados Unidos desde 27 de março de 1944). Originalmente concebida como um remédio patenteado quando foi inventada no final do século XIX por John Pemberton, a Coca-Cola foi comprada pelo empresário Asa Griggs Candler, cujas táticas publicitárias levaram a bebida ao domínio do mercado de refrigerantes no mundo ao longo do século XX.
A empresa produz o produto concentrado, que depois é vendido para engarrafadores licenciados pela Coca-Cola em todo o mundo. Os engarrafadores, que detêm contratos de exclusividade territorial com a empresa, colocam a bebida concentrada em latas e garrafas junto com água filtrada e adoçantes. Os engarrafadores, em seguida, vendem, distribuem e comercializam a Coca-Cola para lojas de varejo e máquinas de venda automática.
A The Coca-Cola Company, também produz outros refrigerantes com a marca Coca-Cola. O mais comum deles é a Coca-Cola Diet, além de outros, como a Coca-Cola sem cafeína, a Coca-Cola Diet sem cafeína, a Coca-Cola de cereja, a Coca-Cola Zero e versões especiais com limão ou café. Em 2013, os produtos Coca-Cola podiam ser encontrados em mais de 200 países ao redor do mundo, com mais de 1,8 bilhão de doses de bebidas da empresa consumidas diariamente. Com base na pesquisa da Interbrand em 2011, a Coca-Cola foi considerada a marca mais valiosa do mundo.
Em 2022, a The Cola-Cola Company apareceu em quinto lugar do ranking que reúne as 100 marcas mais valiosas do mundo da Interbrand. À época do levantamento, a empresa contava com um valor de mercado de US$ 57,5 bilhões.

## História

### Fundação

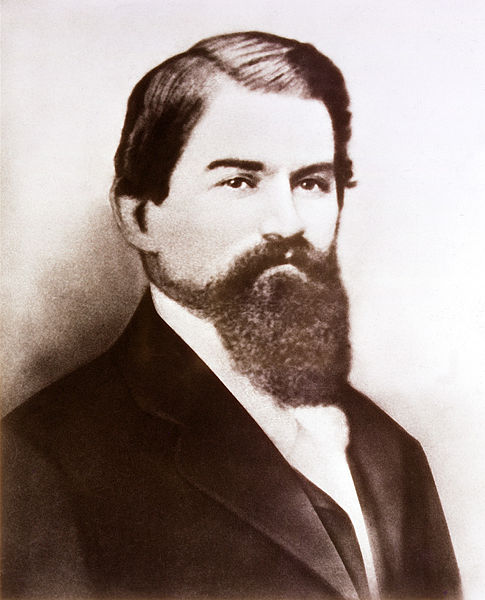
John Stith Pemberton, o criador da fórmula da Coca-Cola

A história da Coca-Cola inicia com a chegada do farmacêutico John Pemberton na cidade de Atlanta nos Estados Unidos, logo após a Guerra Civil americana. Ele havia acabado de participar da guerra e estava disposto a mudar de vida, em busca de uma nova clientela que comprasse suas ideias e medicamentos. Por não ter nenhuma habilidade em vendas, sempre fracassou em suas criações, até conhecer o contador Frank Robinson, que acaba tornando-se sócio.
Em 1884, foi lançada a bebida alcoólica chamada "Pemberton's French Wine Coca", anunciada como uma bebida intelectual, vigorante do cérebro e tônica para os nervos, sendo, inicialmente uma mistura de folhas de coca, grãos de noz-de-cola e álcool. Em 1886, o puritanismo religioso estava em alta e havia todo um movimento antiálcool. Nenhuma mulher ou homem decente poderia ser visto em lugares que fornecessem esse tipo de bebida. Neste mesmo ano, todos os estabelecimentos que vendiam álcool foram fechados e Pemberton e Robinson se viram na procura por outro produto que lhes rendessem dinheiro.
Naquela época existiam os chamados "Pontos de Vendas", lugares aonde pessoas iam após as compras, para se reunir e tomar sorvetes e xaropes misturados com água carbonada nos mais diferentes sabores, e que possivelmente acabaram dando ideias para a produção de um novo produto. Tentando se encaixar neste novo padrão, Pemberton passou meses no porão de sua casa em Atlanta, adicionando ingredientes à água carbonada para fazer um xarope e, mandando amostras para a "Jacob’s Pharmacy", para testar a opinião dos clientes.
No dia 8 de maio, era vendida a primeira bebida conhecida atualmente como Coca-Cola, nome posteriormente dado por Frank Robinson, que utilizou a sua própria caligrafia para fazer o logotipo. O produto era um xarope com água carbonada, servidos em copos de vidro e misturados na hora de servir. No dia 29 de maio, Pemberton anuncia a bebida pela primeira vez no "Atlanta Journal".
Em 1887, em seu primeiro ano de operação foram vendidos somente 25 galões de Coca-Cola, o que correspondia a 9 copos por dia, o que rendeu 50 dólares, tornando-se um prejuízo. Em 1888, devido a problemas de saúde e financeiros, Pemberton foi obrigado a vender a fórmula, pelo total de 1 750 dólares e, acabou falecendo, no dia 16 de agosto, dois anos após ter inventado a bebida que acabaria por se tornar um dos maiores símbolos americanos. No mesmo ano, Frank Robinson procura pelo empresário e farmacêutico Asa Griggs Candler que acaba comprando a fórmula por 2 300 dólares.

### De 1891 a 1920

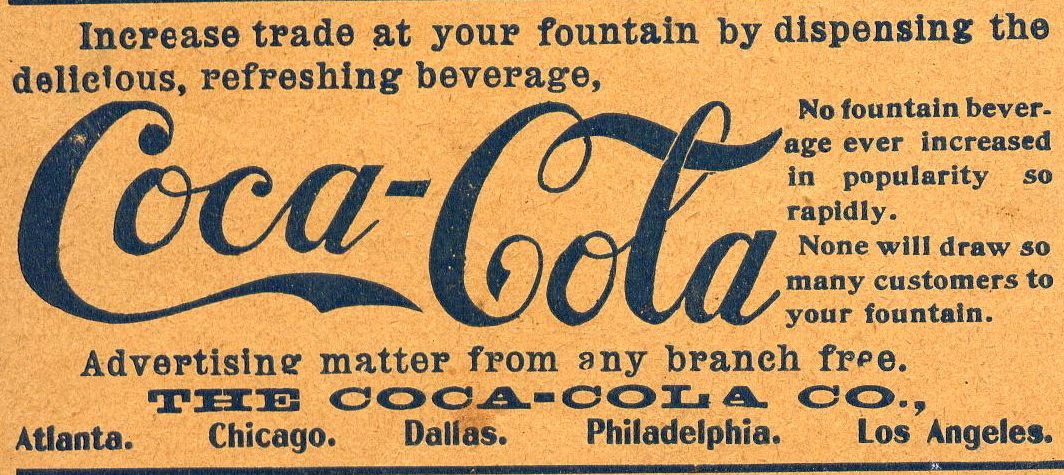
Anúncio do Jornal American Druggist em 1900, a Coca-Cola já estava sendo comercializada em cinco estados norte-americanos

O empresário Asa Griggs Candler acreditava no produto e queria que a Coca-Cola fosse conhecida. Naquela época, não existiam meios de comunicação nacionais e, a grande maioria dos consumidores encontrava-se isolados nas pequenas cidades do interior que visitavam as grandes cidades. Uma das formas encontradas foi contratar pessoas para distribuir cupons que davam o endereço e um brinde, experimentar de graça a Coca-Cola, fazendo com que os estabelecimentos fossem procurados. Candler também acaba disponibilizando outros brindes nos estabelecimentos, como calendários e posters que serviam como uma forma dos consumidores olharem para o nome da Coca-Cola e lembrar onde compraram.
No dia 31 de janeiro de 1893, a marca Coca-Cola foi registrada. No dia 12 de março de 1894, a Coca-Cola foi vendida pela primeira vez em garrafas de vidro em uma loja de doces em Vicksburg, Mississippi, usando garrafas de vidro que vinham com a marca da companhia de engarrafamento em auto-relevo, a "Biedenharn Candy Company". O dono da engarrafadora, Joseph A. Biedenharn ficou impressionado com as vendas e relatou o caso para Asa Griggs Candler, que não teve nenhum interesse em comercializar a Coca-Cola em garrafas.

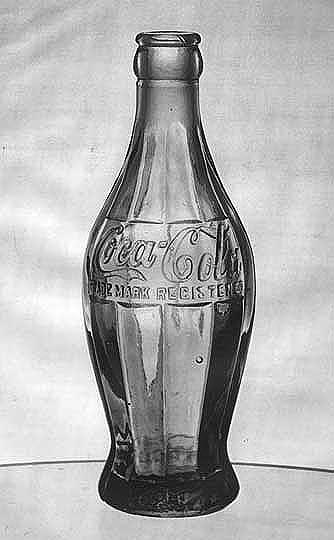
Nova identidade para as garrafas de Coca-Cola lançada no ano de 1916, diferenciando o produto das inúmeras falsificações que surgiram no início do século

Em 1895, a forma de promoção agressiva adotada por Candler acabou funcionando, a marca Coca-Cola já contava com três fábricas que engarrafavam o produto nas cidades de Chicago, Dallas e Los Angeles. Em 1897, começa a internacionalização da Coca-Cola, chegando no Canadá, e no México.
Em 1899, dois advogados de Chattanooga, Tennessee Benjamim Franklin Thomas e Joseph Whitehead propõem a Candler que fizessem o engarrafamento em larga escala. No início Candler questionou a estava em dúvidas quanto ao engarrafamento da bebida, mas os dois negociantes que propuseram a ideia foram tão persuasivos dizendo que as pessoas poderiam levar para casa. Um contrato foi firmado dando controle total do procedimento à Thomas e Whitehead para engarrafarem a Coca-Cola, e que excluía Joseph A. Biedenharn deste processo.
Em 1902, a Coca-Cola passa a ser vendida em garrafas com "tampa coroa", até então, era comercializada em garrafas com tampa de rolha. Em 1903, a cocaína, antes presente em 9 miligramas por copo de Coca-Cola, foi retirada da fórmula da bebida. Em 1909, nos Estados Unidos, cerca de 400 fábricas já engarrafavam a Coca-Cola, sendo, a maioria delas era de propriedades de empresas familiares. Algumas foram abertas somente nos meses de clima quente, quando havia maior demanda do produto.
Em 1915, com tantas cidades engarrafando e distribuindo o produto, começaram a surgir as primeiras falsificações. Comerciantes começaram a engarrafar outros produtos com o rótulo parecido com o da Coca-Cola, naquela época, não existia diferenciação dos produtos, somente o rótulo, que era facilmente removível. No mesmo ano é realizado um concurso para escolher um novo design para a garrafa da Coca-Cola. O projeto vencedor foi do projetista Earl R. Dean.
No final de 1918, Candler vende a empresa por 25 milhões de dólares para um grupo de investidores liderados por Ernest Woodruff e WC Bradley. Em 1919, o design de garrafa escolhido em 1916 já estava em todas as fábricas, dando originalidade ao produto e evitando a pirataria. Neste mesmo ano foram abertos fábricas na Espanha, na Bélgica, na França, na Itália, na Guatemala, em Honduras, no Peru, na Austrália e na África do Sul. Em 1920, mais de 1 000 empresas engarrafadoras realizam a produção e distribuição da Coca-Cola nos Estados Unidos.

### De 1921 a 1972

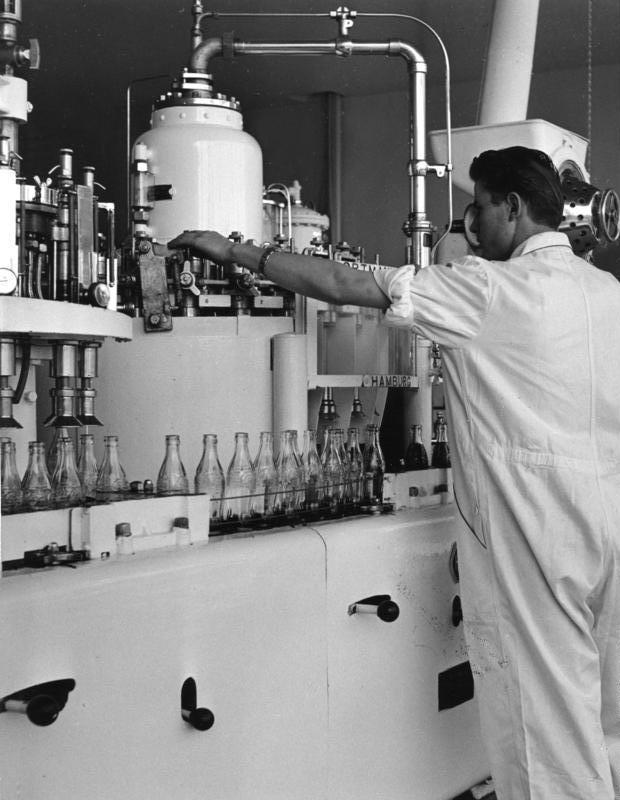
Engarrafadora na década de 1940

Quando os Estados Unidos entraram na Primeira Guerra Mundial, a Coca-Cola já tinha se tornado a maior consumidora de açúcar do mundo para a fabricação de seus produtos. Com a guerra, começou a ter racionamento, colocando em perigo os negócios da companhia.
Em 1923, com o final da Primeira Guerra Mundial, houve a recessão que quase faliu com a companhia . Este fato fez o conselho que comandava a The Coca-Cola Company escolhesse um novo presidente, sendo eleito Robert Woodruff, o mesmo dirigiria a companhia pelos próximos 60 anos.
Em 1929, a Coca-Cola lança uma caixa de metal, que a conservava gelada nos postos de vendas, chamado de "open-top cooler". Em 1931, a Coca-Cola encomenda uma série de quadros a Haddom Sundblom, representando a imagem do Papai Noel, para uso em publicidade. A figura acaba tornando-se a identidade do Papai Noel. Mas, em 1927 os mesmos traços já haviam sido utilizados no jornal New York Time.
Quando os Estados Unidos entraram na Segunda Guerra Mundial, a Coca-Cola desenvolveu "fábricas" móveis que foram enviadas para as frentes de batalha junto com técnicos da empresa, que garantiam a produção e a distribuição da bebida para os soldados, fato este aprovado pelo então general Dwight D. Eisenhower das Forças Armadas dos Estados Unidos. A empresa conseguiu na época uma autorização excepcional de Washington. Apesar dos custos de produção na frente de batalha serem elevados, a companhia decidiu arcar com os mesmos, numa tática de marketing, vendendo o refrigerante pelo mesmo preço praticado nos Estados Unidos. Durante o período de guerra, 64 instalações de engarrafamento foram criadas para abastecer as tropas que estavam fora dos Estados Unidos. Este fato ajudou a abrir caminho para a internacionalização da Coca-Cola, que, durante e após a guerra acabou sendo licenciada nos diversos países em que acompanhou o exército americano, incluindo o Brasil. Tendo em vista a sua associação com os produtos americanos, o refrigerante acabou exercendo o papel de um símbolo patriótico. A popularidade da bebida aumentou bastante no pós-guerra, quando os soldados voltaram fazendo propaganda do refrigerante.
Entre 1968 e 1972, a Coca-Cola começa a patrocinar a NASA, como publicidade da missão Apollo, assim é lançada a promoção "Coca-Cola on the Moon!" - "Coca-Cola na Lua!". A partir da Apollo 8, a Coca-Cola lança propagandas direcionadas aos astronautas. Como parte da propaganda, juntamente a Kodak, são patrocinadas pela NASA. Na Apollo 17, o astronauta Ronald Evans leva consigo, uma lata do produto.

## Produção

### Ingredientes
| Informação nutricional de Coca-Cola Porção de: 200 ml (1 copo) | Informação nutricional de Coca-Cola Porção de: 200 ml (1 copo) | Informação nutricional de Coca-Cola Porção de: 200 ml (1 copo) |
| Quantidade por porção                                          | VD%                                                            |                                                                |
| Valor energético                                               | 85 kcal = 361 kJ                                               | 4                                                              |
| Sódio                                                          | 10 mg                                                          | 0                                                              |
| -------------------------------------------------------------- | -------------------------------------------------------------- | -------------------------------------------------------------- |

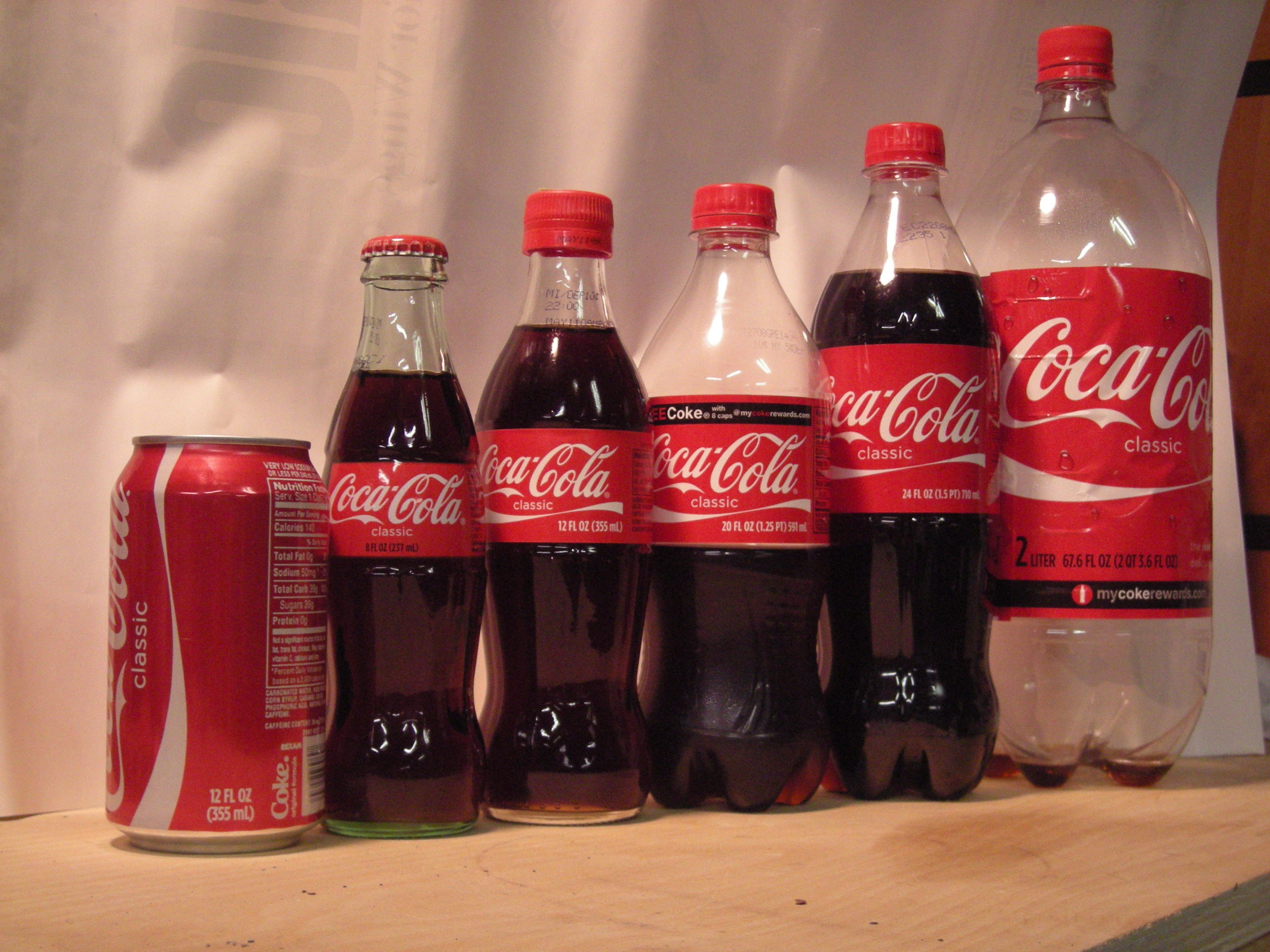
Embalagens de Coca-Cola comercializadas nos Estados Unidos

O refrigerante Coca-Cola normal tem como ingredientes, aromatizantes naturais, água gaseificada, açúcar, cafeína, extrato de Noz de cola, corante caramelo IV, acidulante Ácido Fosfórico (INS 338). É um produto não alcoólico, sem glúten e não contém quantidades significativas de proteínas, gorduras totais, gorduras saturadas, gorduras trans e fibras alimentares.
A fórmula exata da Coca-Cola é um segredo industrial, e nem sequer são conhecidas quais as matérias-primas usadas. Segundo a revista Veja "a Coca-Cola mantém equipes de degustadores que retiram de quinze em quinze minutos garrafas de refrigerante da linha de produção para beber um gole e checar se o sabor está de acordo com as especificações da bebida".
A Coca-Cola contém um ingrediente que, em alta dosagem, é potencialmente cancerígeno - ao menos em ratos. A empresa informou que solicitou aos fabricantes do corante de caramelo que modificassem o processo de fabricação para evitar problemas - um deles seria a obrigação de que suas embalagens viessem com um alerta de risco de câncer. O corante possui sulfito de amônia (4-Metilimidazol ou 4-MEI). Entretanto, a informação sobre o risco de câncer desse ingrediente da Coca-Cola ainda não consta nas embalagens.

## Publicidade

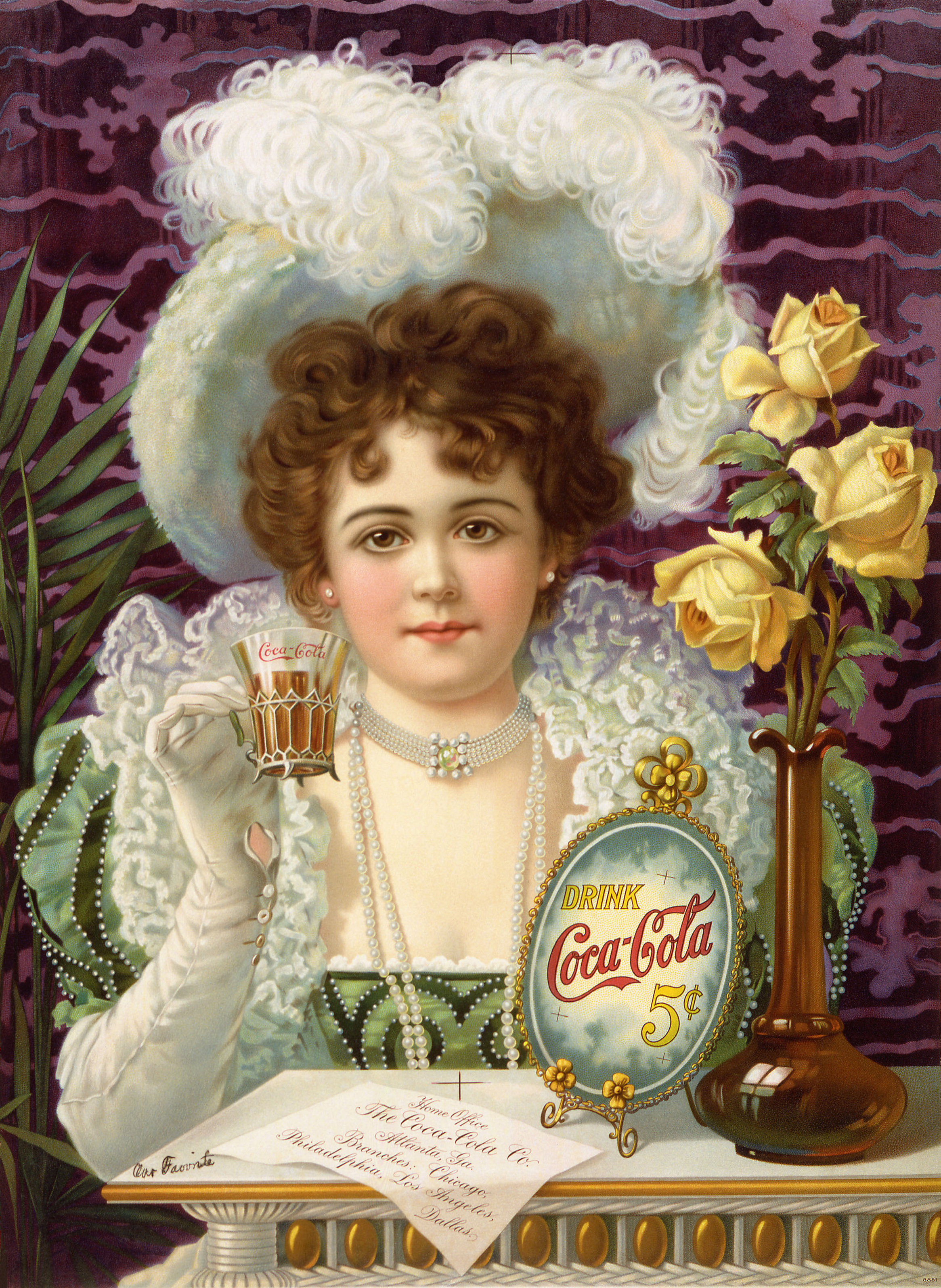
Anúncio de 1900

A publicidade da Coca-Cola tem tido um impacto significativo na divulgação da cultura norte-americana, sendo frequentemente creditada à bebida a "invenção" da imagem moderna do Papai Noel(pt-BR) ou Pai Natal(pt-PT?) como um homem idoso em roupas vermelhas e brancas, justamente as cores da Coca-Cola. Apesar disso, a companhia começou a promover esta imagem de Papai Noel somente na década de 1930, nas suas campanhas de inverno, mas a imagem do Papai Noel, com os mesmos traços já havia sido publicada num artigo do "New York Times" em 1927, sem os créditos da Coca-Cola.
A Coca-Cola tem sido destaque em inúmeros filmes e programas de televisão. Desde a sua criação, permanece como um dos elementos mais importantes da cultura popular, principalmente no mundo ocidental. A bebida foi um elemento importante da trama de filmes como One, Two, Three, The Coca-Cola Kid e de Os Deuses Devem Estar Loucos, entre muitos outros. Nas músicas "Come Together", dos Beatles, e "All Summer Long", dos The Beach Boys também há referências sobre o refrigerante.
Além disso, o artista mais vendido de todos os tempos e em todo o mundo ícone cultural, Elvis Presley, promoveu a Coca-Cola durante sua última turnê de 1977. A The Coca-Cola Company usou a imagem de Elvis para promover o produto. A empresa, por exemplo, utilizou uma canção executada por Presley, "A Little Less Conversation", em um comercial japonês da Coca-Cola.
Outros artistas que promoveram Coca-Cola incluem David Bowie, George Michael, Elton John e Whitney Houston, entre muitos outros.

## Impacto cultural

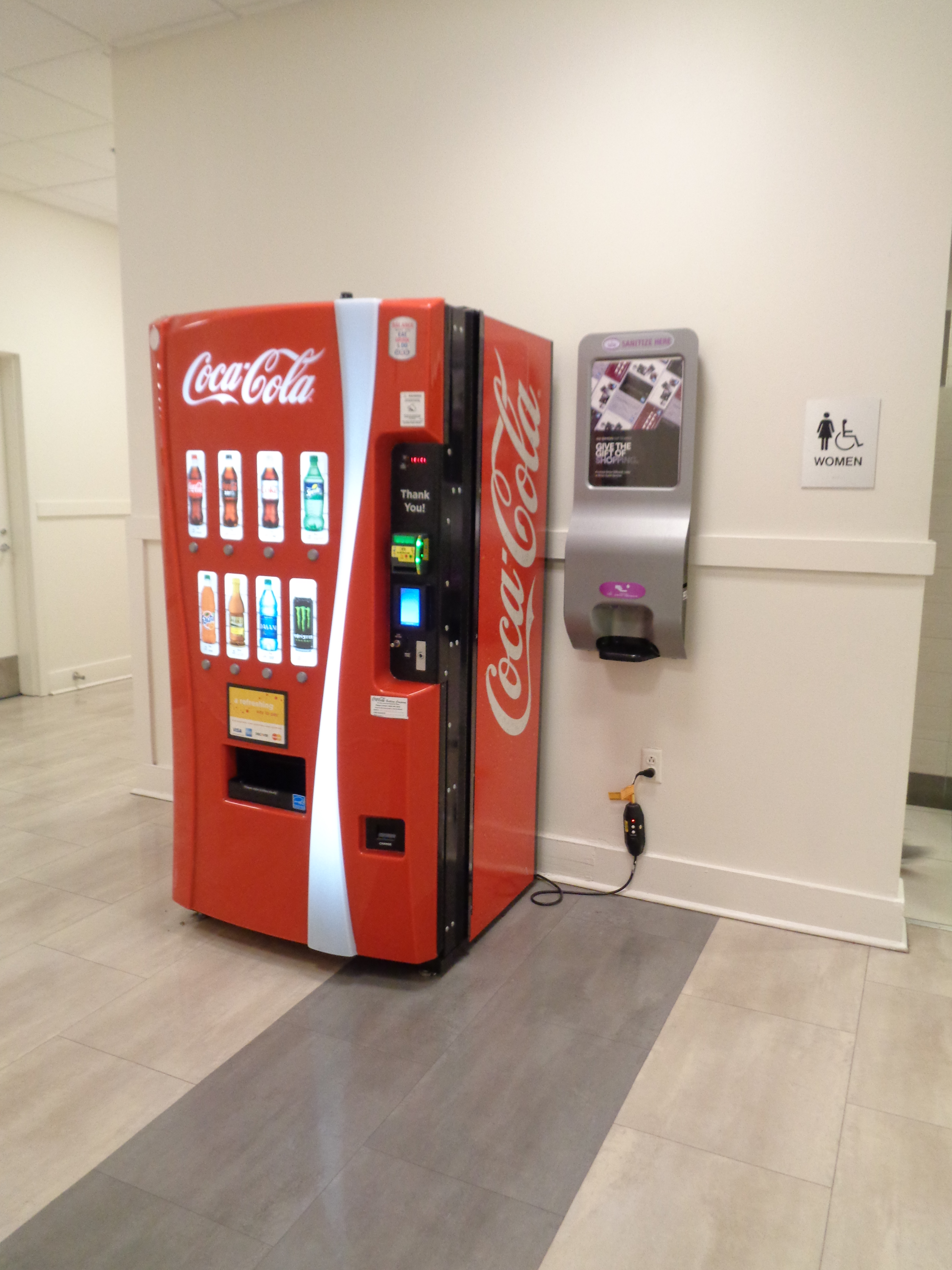
Máquina de venda de Coca-Cola

### Músicas
Cantores internacionais como Julio Iglesias (Ron Y Coca Cola), Cyndi Lauper (Right Track Wrong Train), Inna (Cola Song) e os conjuntos musicais U2 (Billy Boola), The Beatles (Come Together), Red Hot Chili Peppers (Desecration Smile), Bee Gees (Another Cold And Windy Day) Oasis (Come Together), Nickelback (She Keeps Me Up), Green Day (The Static Age), entre outros já fizeram referências do refrigerante Coca-Cola em suas canções.
Na música brasileira, o refrigerante Coca-Cola já foi utilizado como referência de forma não-comercial da marca. Grupos e cantores que fizeram menção à Coca-Cola em canções que acabaram virando parte da história da música popular brasileira.

### Colecionismo

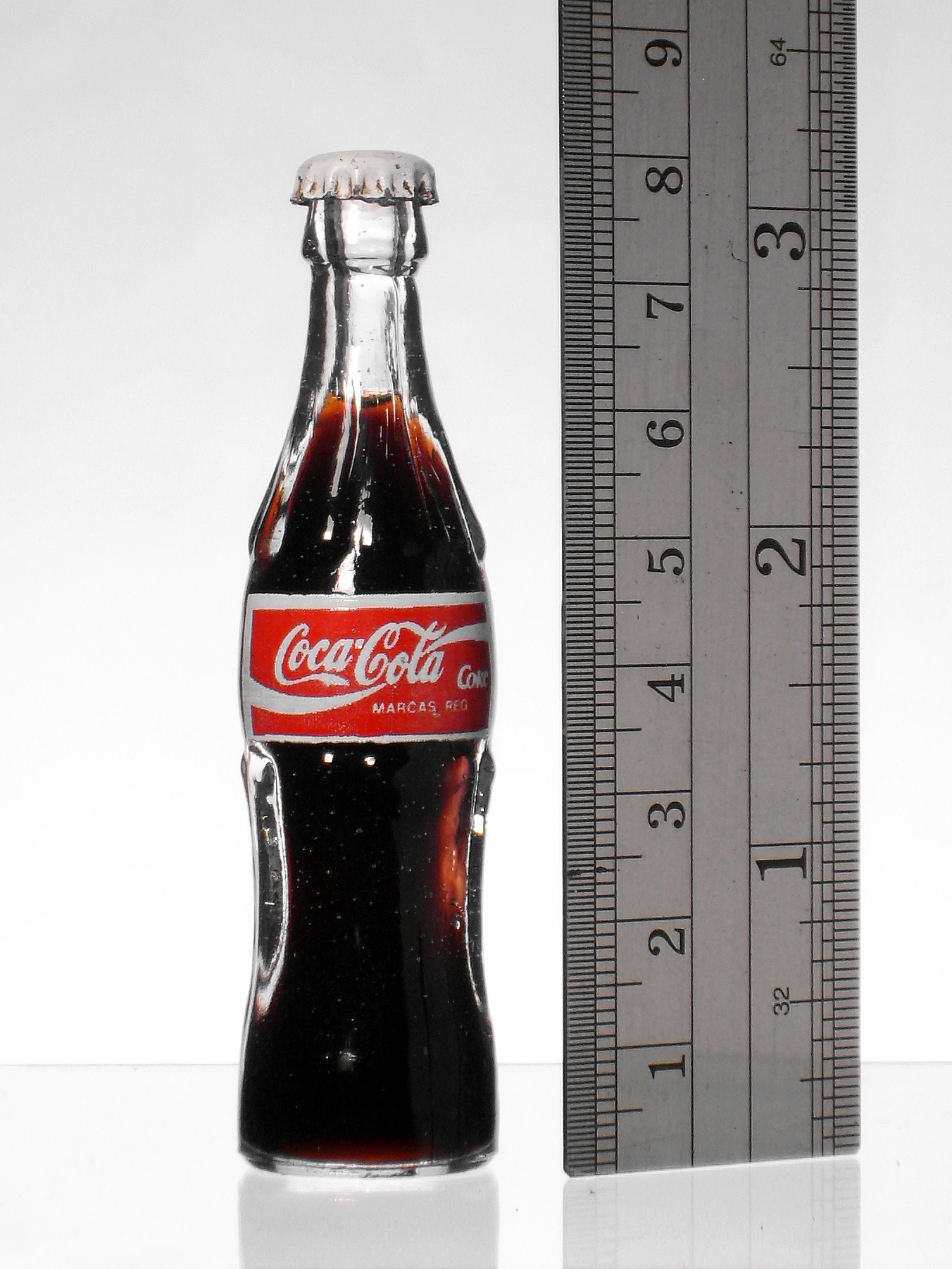
Colecionismo: Coca-Cola em miniatura

Uma das grandes estratégias da Coca-Cola no Brasil visando o público infanto-juvenil é o colecionismo, apesar de não ser algo forte como nos Estados Unidos, Canadá e França. Os itens são praticamente os mesmos em todo o mundo, com pequenas diferenças culturais que favorecem as propagandas e os slogans criados em cada país.
No Brasil, os itens mais colecionados são os anúncios originais de época, garrafas, latas, tampinhas, pôsteres e réplicas. Um dos primeiros itens promocionais lançados no Brasil foi a réplica do caminhão que entregava as bebidas na década de 1940, e que atualmente está valendo cerca de R$ 1 500,00. Outro item de grande destaque são as miniaturas de garrafinhas em um engradado (Promoção Tampinhas por Garrafinhas).
Outros brindes e artigos de coleção lançados no Brasil: ioiôs (1985); coleção Turma da Mônica Coca-Cola, que consistia em cinco revistas com os personagens de Maurício de Sousa (1990); abridor de garrafa com formato de uma garrafa de Coca-Cola (anos 1980); série Retro Histórica 120 Anos: seis garrafas retratando a evolução no design (2006); bola de futebol Coca-Cola (Copa de 1998); engradado de minigarrafas (1983); coleção Mini-Craques da Copa do Mundo (1998); garrafa prateada Coca-Cola (1998); minigarrafinhas da copa do mundo (2013).
Entre outros produtos, como latas com temas. Em 1995 as primeiras latas com tema Papai Noel e Natal foram lançadas no Brasil. Em 2007 foi lançada em edição especial a primeira lata de Coca-Cola na cor azul, criada para o Festival de Parintins que acontece no Amazonas.

### Popularidade

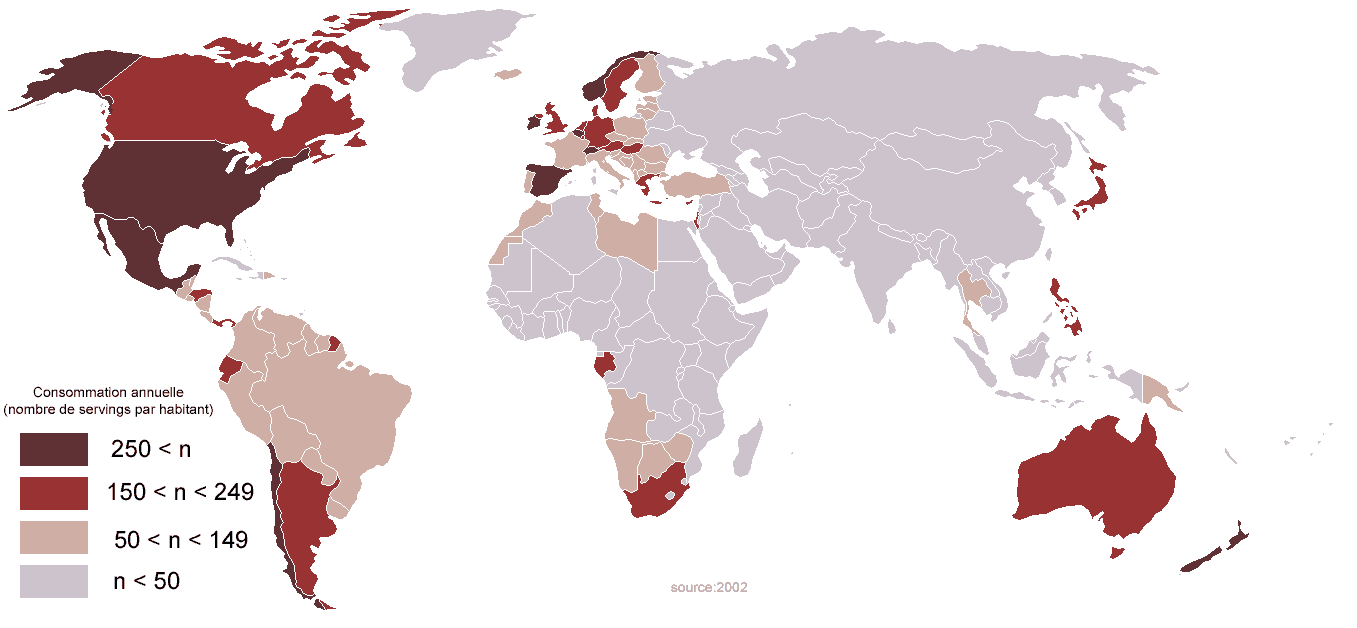
Mapa mundial do consumo de Coca-Cola por habitante em cada país

A Coca-Cola é a bebida mais vendida na maioria dos países, mas não em todos, como a Escócia, onde a bebida local Irn Bru é a líder de mercado; a Argentina, onde a Pepsi é a líder do mercado; e em duas províncias do Canadá: no Quebec e na Ilha do Príncipe Eduardo. A Coca-Cola também é menos popular em países do Oriente Médio e Ásia, como os territórios palestinos e a Índia — por um lado devido ao sentimento antiocidental, por ser extremamente popular em Israel e, por outro, por não ter condições de ser fabricada. Há poucos anos, a Mecca-Cola,  uma versão "islâmica" da Coca-Cola, tem feito grande sucesso no Oriente Médio.

#### Portugal
- 1928 Fernando Pessoa escreveu o slogan de lançamento da Coca-Cola: "Primeiro, estranha-se. Depois, entranha-se". A Coca-Cola viria a ser interditada pelas autoridades, por, alegadamente, se tratar de um produto susceptível de criar habituação.

O diretor de Saúde de Lisboa - Ricardo Jorge - mandou apreender o produto existente no mercado e deitá-lo ao mar. Ricardo Jorge justificava o seu entendimento argumentando que se do produto faz parte a coca, da qual é extraído um estupefaciente, a cocaína, a mercadoria não podia ser vendida ao público, para não intoxicar ninguém; mas se o produto não tem coca, então anunciá-lo com esse nome para o vender seria burla, o que igualmente justificava que ele não fosse permitido no mercado.
Perante o «slogan» de Fernando Pessoa, o médico entendia que ele era o próprio reconhecimento da toxicidade do produto, pois que, se primeiro se estranhava e depois se entranhava, isso é precisamente o que sucede com os estupefacientes que, embora tomados a primeira vez com estranheza, o paciente acaba por adquirir a sua habituação.
- 1953 – A fadista Amália Rodrigues apresentou-se no programa de televisão "Coca-Cola Time" comandado por Eddie Fisher, interpretando a canção "April in Portugal", tornando o estilo fadista conhecido internacionalmente.[41]
- 1977 – No dia 4 de Julho a Coca-Cola entra oficialmente em Portugal, a bebida era proibida até 1974.[42]
- 2007 – Coca-Cola comemorou os 30 anos no país com desfile em Lisboa.[43]
- 2011 – Coca-Cola apoia o Instituto da Felicidade.[44]

## Controvérsias
A Coca-Cola tem sido criticada devido aos alegados efeitos adversos para a saúde humana, por suas agressivas campanhas publicitárias voltadas para crianças, por práticas de exploração laboral, por altos níveis de pesticidas em seus produtos, pela construção de fábricas na Alemanha nazista que empregavam trabalho escravo, por destruição ambiental, por práticas comerciais monopolistas e por contratar unidades paramilitares para assassinar dirigentes sindicais. Em outubro de 2009, em um esforço para melhorar a sua imagem, a Coca-Cola fez uma parceria com a Academia Americana de Médicos de Família e doou 500 mil dólares para ajudar a promover a educação de estilo de vida saudável; a parceria gerou fortes críticas sobre ambos os parceiros por parte de médicos e nutricionistas.
A Bolívia anunciou em janeiro de 2013 que está a considerar a proibição da venda de Coca-Cola em seu território.

### Efeitos na saúde
Estudos indicam que "refrigerantes e bebidas açucaradas são a principal fonte de calorias na dieta americana", o que faz a maioria dos nutricionistas recomendarem que a Coca-Cola e outros refrigerantes podem ser prejudiciais se consumidos em excesso, particularmente para crianças pequenas, cujo consumo de refrigerantes atrapalha, ao invés de complementar, uma dieta equilibrada. Estudos têm mostrado que os consumidores regulares de refrigerantes possuem um menor consumo de cálcio, magnésio, ácido ascórbico, riboflavina e vitamina A. A bebida também tem despertado crítica por utilizar cafeína, o que pode provocar dependência física. Além disso, foi demonstrada uma ligação entre a ingestão regular de bebida de cola a longo prazo e de osteoporose em mulheres mais velhas (mas não em homens). Isto ocorre provavelmente devido à presença de ácido fosfórico nesse tipo de bebida e o risco foi considerado mesmo para as colas com cafeína e descafeinadas, bem como o mesmo para as colas diets e açucaradas.
Uma crítica comum contra a Coca-Cola, de que a bebida tem níveis de acidez supostamente tóxicos, tem sido derrubada por pesquisadores; ações judiciais considerando estas noções foram negadas por vários tribunais estadunidenses por este motivo. Apesar de vários processos judiciais terem sido movidos contra a The Coca-Cola Company desde 1920, alegando que a acidez da bebida é perigosa, nenhuma evidência corroborando esta afirmação foi encontrada por pesquisadores. Em condições normais, a evidência científica indica que a acidez da Coca-Cola não causa nenhum dano imediato.
Desde 1980, nos Estados Unidos, a Coca-Cola tem sido feita com xarope de milho rico em frutose como ingrediente. Originalmente, ele era usado em combinação com mais açúcar de cana, mas no final de 1984, a formulação foi adoçado inteiramente com o xarope de milho. Alguns nutricionistas alertam contra consumo do xarope de milho, pois pode agravar a obesidade e diabetes tipo 2 mais do que o açúcar da cana.
Na Índia, há uma controvérsia sobre se há pesticidas e outros produtos químicos nocivos em produtos engarrafados, incluindo a Coca-Cola. Em 2003, o Centro para a Ciência e o Meio Ambiente (CSE), uma organização não-governamental de Nova Delhi, disse que as águas gaseificadas produzidas por fabricantes de refrigerantes na Índia, incluindo gigantes multinacionais como a PepsiCo e Coca- Cola, continham toxinas como lindano, DDT, malation e clorpirifós, pesticidas que podem contribuir para o câncer e para um colapso do sistema imunológico.
Após as acusações sobre pesticidas terem sido feitas em 2003, as vendas da Coca-Cola na Índia diminuíram 15 por cento. Em 2004 uma comissão parlamentar indiana apoiou as descobertas do CSE e uma comissão nomeada pelo governo foi encarregada de desenvolver padrões de pesticidas para refrigerantes produzidos no país. A The Coca-Cola Company tem respondido que utiliza água filtrada para remover contaminantes potenciais e que seus produtos são testados para pesticidas e devem cumprir as normas mínimas de saúde, antes de serem distribuídos. A Coca-Cola também foi acusada de uso excessivo de água na Índia.

### Desvio de água no Brasil
Em 2014 (ano da seca histórica de São Paulo) a Coca-Cola foi alvo de uma investigação sobre desvio de água de um rio para uma das empresas em Jundiaí, São Paulo. Foi iniciada uma investigação após ser constatada uma contradição no documento da Coca-Cola, onde afirmava usar água "bruta" (imprópria para consumo) de um rio que era captada pelo DAE (Departamento de Água e Esgoto), que negou a informação. Segundo o promotor Rodrigo Sanches Garcia, do Gaema (Grupo de Atuação Especializada em Meio Ambiente) "A captação é para abastecimento público. O DAE não pode fornecer água bruta ou está descumprindo a outorga [uma autorização do DAEE para uso dos recursos hídricos]".